# ジャック・アルカデルト

ジャック・アルカデルト

ジャック・アルカデルト（Jacques Arcadelt）またはヤコブ・アルカデルト（Jacob Arcadelt, 1504年もしくは1505年 - 1568年 10月14日 パリ）は、盛期ルネサンスのフランドル楽派の作曲家。姓についてはアルカデ（Arcadet）、アルカダン（Arcadent）とも。もっぱらマドリガーレやシャンソンのような世俗音楽の作者であった。出身はリエージュだった可能性が高いが、近年ではフランス人説も濃厚になってきた。

## 生涯
生い立ちについてはほとんど判っていないが、1539年にはジュリア礼拝堂の一員となっていたので、その頃までにはローマに在住していたらしい。その後まもなくシスティーナ礼拝堂に加わり、少年聖歌隊員の指導者 "magister puerorum" に任用され、後に楽長に抜擢された。同年、全6巻の4声のためのマドリガーレのうち4巻を出版する。おそらく1553年に前後してフランスに出国、同地で余生を過ごした。この頃からおびただしい数のシャンソンが作曲されるようになる。1557年には、雇用主であるロレーヌ枢機卿シャルル・ド・ギーズに1巻のミサ曲集を献呈した（晩年にアルカデルトはギーズの楽長 maître de chapelle を務めた）。

## 音楽と作曲様式
アルカデルトは全部で24曲のモテットと、全3巻のミサ曲集、126曲のシャンソン、優に200曲を超えるマドリガーレを遺した。
アルカデルトの作曲様式は洗練され、旋律が豊かで、素朴であり、作品は100年以上にわたってイタリアやフランスで高い人気を誇った（『マドリガーレ 第1集』は34版にも及んだが、当時としては驚異的な売れ行きである）。アルカデルト人気をうかがわせるのは、作者不明の作品が頻繁にアルカデルト作とされてきた回数の多さである。おそらく彼の人気は、イタリア気質をうまくとらえて、フランドル楽派の和声的・対位法的に完成された作曲様式とうまく融和させたところにあろう。そのうえ歌いやすく、人の心をとらえるような旋律を創り出す能力にもアルカデルトは恵まれていた。
最も有名なマドリガーレは『真白で優しい白鳥は (Il bianco e dolce cigno) であろう。この曲は明晰なフレーズ形成と、洗練された歌心、反復の巧みな用法によって名高い。このマドリガーレに代表される作曲様式は、次世代のマドリガーレ作曲家に影響を与えた。パレストリーナもアルカデルトの影響を受けた一人である。

### アルカデルトのアヴェ・マリア
《アルカデルトのアヴェ・マリア》と一般にいわれる作品は、この作者自身のオリジナル作品ではなく、アルカデルト作のシャンソン『男たちは恋を徳と見（女の恋は不自由なもの）』をもとに、ピエール＝ルイ・ディーチュが改変をくわえて捏造したものである。しかし、リストなどのように騙されてしまう者が後をたたない。ザ・ドリフターズの番組『8時だョ!全員集合』で、少年少女合唱隊オープニング曲としてよく知られている。